# Manifesto del Futurismo

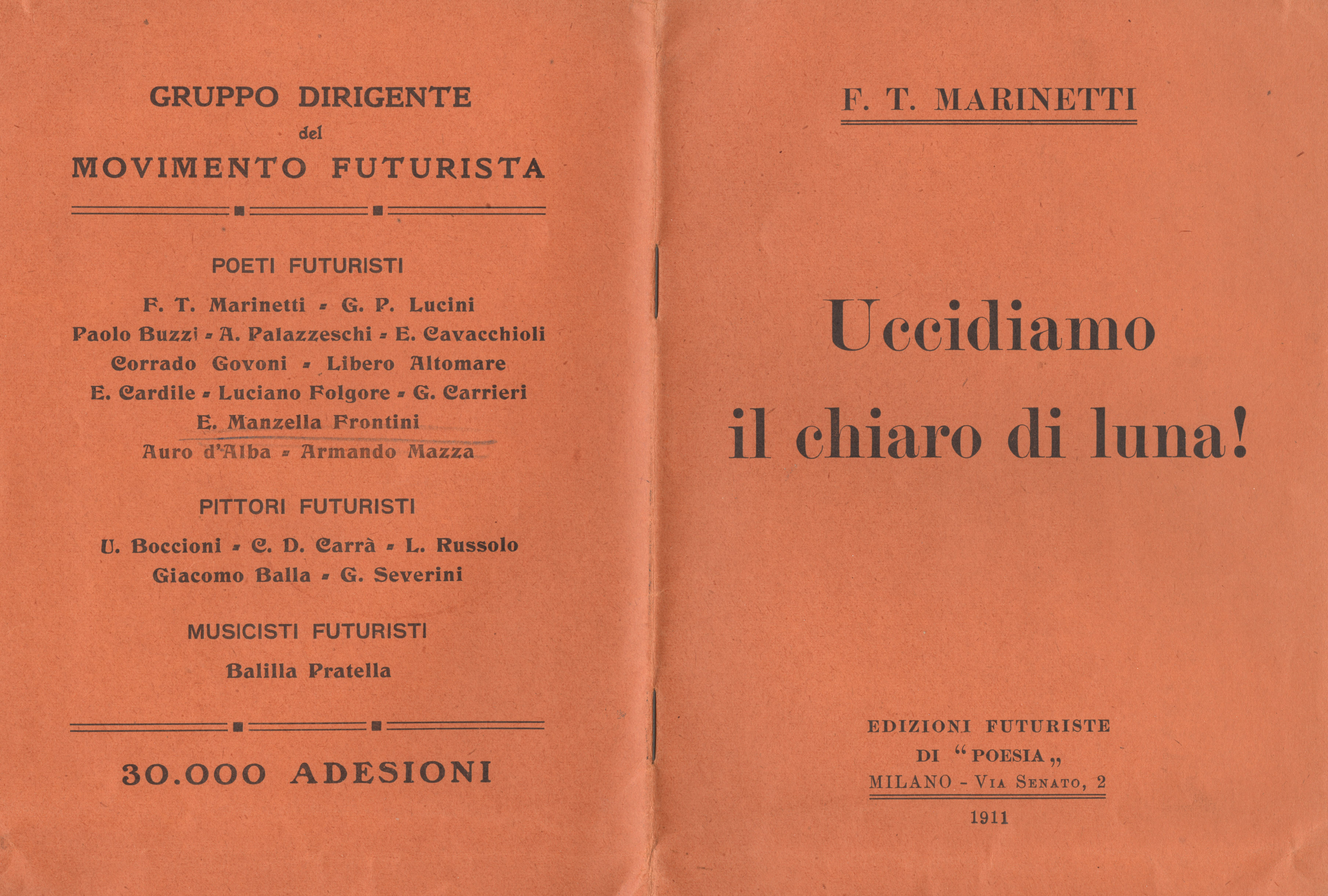
Uccidiamo il chiaro di luna! (1909), uno dei tanti manifesti futuristi di Marinetti

Il Manifesto del Futurismo fu scritto da  Tommaso Marinetti e pubblicato nel febbraio 1909 in forma di declamatoria per fornire una raccolta concisa di pensieri, convinzioni e intenzioni dei Futuristi. Fu anche pubblicato in lingua francese a Parigi sul quotidiano Le Figaro con titolo Manifeste du Futurisme.

## Testo
1. Noi vogliamo cantare l'amor del pericolo, l'abitudine all'energia e alla temerità.
2. Il coraggio, l'audacia, la ribellione, saranno elementi essenziali della nostra poesia.
3. La letteratura esaltò fino ad oggi l'immobilità pensosa, l'estasi ed il sonno. Noi vogliamo esaltare il movimento aggressivo, l'insonnia febbrile, il passo di corsa, il salto mortale, lo schiaffo ed il pugno.
4. Noi affermiamo che la magnificenza del mondo si è arricchita di una bellezza nuova: la bellezza della velocità. Un automobile da corsa col suo cofano adorno di grossi tubi simili a serpenti dall'alito esplosivo... un automobile ruggente, che sembra correre sulla mitraglia, è più bello della Vittoria di Samotracia.
5. Noi vogliamo inneggiare all'uomo che tiene il volante, la cui asta ideale attraversa la Terra, lanciata a corsa, essa pure, sul circuito della sua orbita.
6. Bisogna che il poeta si prodighi, con ardore, sfarzo e munificenza, per aumentare l'entusiastico fervore degli elementi primordiali.
7. Non v'è più bellezza, se non nella lotta. Nessuna opera che non abbia un carattere aggressivo può essere un capolavoro. La poesia deve essere concepita come un violento assalto contro le forze ignote, per ridurle a prostrarsi davanti all'uomo.
8. Noi siamo sul promontorio estremo dei secoli!.. Perché dovremmo guardarci alle spalle, se vogliamo sfondare le misteriose porte dell'Impossibile? Il Tempo e lo Spazio morirono ieri. Noi viviamo già nell'assoluto, poiché abbiamo già creata l'eterna velocità onnipresente.
9. Noi vogliamo glorificare la guerra - sola igiene del mondo - il militarismo, il patriottismo, il gesto distruttore dei libertari, le belle idee per cui si muore e il disprezzo della donna.
10. Noi vogliamo distruggere i musei, le biblioteche, le accademie d'ogni specie, e combattere contro il moralismo, il femminismo e contro ogni viltà opportunistica o utilitaria.
11. Noi canteremo le grandi folle agitate dal lavoro, dal piacere o dalla sommossa: canteremo le maree multicolori e polifoniche delle rivoluzioni nelle capitali moderne; canteremo il vibrante fervore notturno degli arsenali e dei cantieri incendiati da violente lune elettriche; le stazioni ingorde, divoratrici di serpi che fumano; le officine appese alle nuvole pei contorti fili dei loro fumi; i ponti simili a ginnasti giganti che scavalcano i fiumi, balenanti al sole con un luccichio di coltelli; i piroscafi avventurosi che fiutano l'orizzonte, le locomotive dall'ampio petto, che scalpitano sulle rotaie, come enormi cavalli d'acciaio imbrigliati di tubi, e il volo scivolante degli aereoplani, la cui elica garrisce al vento come una bandiera e sembra applaudire come una folla entusiasta.

È dall'Italia, che noi lanciamo pel mondo questo nostro manifesto di violenza travolgente e incendiaria, col quale fondiamo oggi il « Futurismo », perché vogliamo liberare questo paese dalla sua fetida cancrena di professori, d'archeologhi, di ciceroni e d'antiquarii. Già per troppo tempo l’Italia è stata un mercato di rigattieri. Noi vogliamo liberarla dagl’innumerevoli musei che la coprono tutta di cimiteri innumerevoli.
Musei: cimiteri!... Identici, veramente, per la sinistra promiscuità di tanti corpi che non si conoscono. Musei: dormitorî pubblici in cui si riposa per sempre accanto ad esseri odiati o ignoti! Musei: assurdi macelli di pittori e scultori che vanno trucidando si (sic) ferocemente a colpi di colori e di linee, lungo le pareti contese!
Che ci si vada in pellegrinaggio, una volta all’anno, come si va al Camposanto nel giorno dei morti.... velo concedo. Che una volta all’anno sia deposto un omaggio di fiori davanti alla Gioconda, ve lo concedo.... Ma non ammetto che si conducano quotidianamente a passeggio per i musei le nostre tristezze, il nostro fragile coraggio, la nostra morbosa inquietudine. Perché volersi avvelenare? Perché volere imputridire?
E che mai si può vedere, in un vecchio quadro, se non la faticosa contorsione dell’artista, che si sforzò di infrangere le insuperabili barriere opposte al desiderio di esprimere interamente il suo sogno?... Ammirare un quadro antico equivale a versare la nostra sensibilità in un’urna funeraria, invece di proiettarla lontano, in violenti getti di creazione e di azione.
Volete dunque sprecare tutte le vostre forze migliori, in questa eterna ed inutile ammirazione del passato, da cui uscite fatalmente esausti, diminuiti e calpesti?
In verità io vi dichiaro che la frequentazione quotidiana dei musei, delle biblioteche e delle accademie (cimiteri di sforzi vani, calvarii di sogni crocifissi, registri di slanci troncati!...) è, per gli artisti, altrettanto dannosa che la tutela prolungata dei parenti per certi giovani ebbri del loro ingegno e della loro volontà ambiziosa. Per i moribondi, per gl’infermi, pei prigionieri, sia pure: — l’ammirabile passato è forse un balsamo ai loro mali, poichè per essi l’avvenire è sbarrato.... Ma noi non vogliamo più saperne, del passato, noi, giovani e forti futuristi!
E vengano dunque, gli allegri incendiarii dalle dita carbonizzate! Eccoli! Eccoli!... Suvvia! date fuoco agli scaffali delle biblioteche!... Sviate il corso dei canali, per inondare i musei!... Oh, la gioia di veder galleggiare alla deriva, lacere e stinte su quelle acque, le vecchie tele gloriose!... Impugnate i picconi, le scuri, i martelli e demolite, demolite senza pietà le città venerate!
I più anziani fra noi, hanno trent’anni: ci rimane dunque almeno un decennio, per compier l’opera nostra. Quando avremo quarant’anni, altri uomini più giovani e più validi di noi, ci gettino pure nel cestino, come manoscritti inutili. — Noi lo desideriamo!
Verranno contro di noi, i nostri successori; verranno di lontano, da ogni parte, danzando su la cadenza alata dei loro primi canti, protendendo dita adunche di predatori, e fiutando caninamente, alle porte delle accademie, il buon odore delle nostre menti in putrefazione, già promesse alle catacombe delle biblioteche.
Ma noi non saremo là.... Essi ci troveranno alfine — una notte d’inverno — in aperta campagna, sotto una triste tettoia tamburellata da una pioggia monotona, e ci vedranno accoccolati accanto ai nostri aeroplani trepidanti e nell’atto di scaldarci le mani al fuocherello meschino che daranno i nostri libri d’oggi fiammeggiando sotto il volo delle nostre immagini.
Essi tumultueranno intorno a noi, ansando per angoscia e per dispetto, e tutti, esasperati dal nostro superbo, instancabile ardire, si avventeranno per ucciderci, spinti da un'odio tanto più implacabile inquantochè i loro cuori saranno ebbri di amore e di ammirazione per noi.
La forte e sana Ingiustizia scoppierà radiosa nei loro occhi. — L’arte, infatti, non può essere che violenza, crudeltà ed ingiustizia.
I più anziani fra noi hanno trent’anni: eppure, noi abbiamo già sperperati tesori, mille tesori di forza, di amore, d’audacia, d’astuzia e di rude volontà; li abbiamo gettati via impazientemente, in furia, senza contare, senza mai esitare, senza riposarci mai, a perdifiato.... Guardateci! Non siamo ancora spossati! I nostri cuori non sentono alcuna stanchezza, poichè sono nutriti di fuoco, di odio e di velocità!... Ve ne stupite?... È logico, poichè voi non vi ricordate nemmeno di aver vissuto! Ritti sulla cima del mondo, noi scagliamo una volta ancora, la nostra sfida alle stelle! 
Ci opponete delle obiezioni?... Basta! Basta! Le conosciamo.... Abbiamo capito!... La nostra bella e mendace intelligenza ci afferma che noi siamo il riassunto e il prolungamento degli avi nostri. — Forse!... Sia pure!.... Ma che importa? Non vogliamo intendere!... Guai a chi ci ripeterà queste parole infami!..
Alzate la testa!...
Ritti sulla cima del mondo, noi scagliamo, una volta ancora, la nostra sfida alle stelle!...»
(Filippo Tommaso Marinetti, Manifesto del Futurismo, poi pubblicato in lingua francese sul quotidiano Le Figaro il 20 febbraio 1909, con titolo Manifeste du Futurisme.)

## Pubblicazione
Il Manifesto del Futurismo nacque come reazione alla cultura borghese dell'Ottocento, compreso il decadentismo dannunziano: Parole in libertà dovevano sostituire la retorica tradizionale.
In realtà il suo testo apparve per la prima volta sulla Gazzetta dell'Emilia di Bologna, il 5 febbraio 1909.

Qualche giorno dopo fu pubblicato anche da altri quotidiani italiani:
- da Il Pungolo di Napoli il 6 febbraio
- dalla Gazzetta di Mantova l'8 febbraio[3]
- da L'Arena di Verona il 9 febbraio 1909, alle pagine 1 e 2[4].
- da Il Piccolo di Trieste il 10 febbraio
- da Il Giorno di Roma il 16 febbraio, e dalla rivista settimanale di Napoli La Tavola rotonda il 14 febbraio 1909.[2]

Quando, con il titolo Manifeste du Futurisme fu pubblicato in francese sulla prima pagina del quotidiano Le Figaro di Parigi, il 20 febbraio 1909, il Manifesto conseguì notorietà internazionale.

## Relazioni con fascismo e progresso
In generale, le relazioni tra Futurismo e Fascismo non sono facilmente identificabili, ma la violenza verbale e metaforica di questo manifesto può aiutare a spiegare perché, più tardi, il Fascismo avrà modo di usare con successo il suo stile ed il suo aspetto tipicamente nazionalista. Il Futurismo fu un movimento che sulla scia della metafora della "guerra sola igiene del mondo", consumò sul fronte della prima guerra mondiale alcuni dei suoi talenti (Umberto Boccioni e Antonio Sant'Elia).
Ciò che fu il limite della letteratura italiana alla fine dell'Ottocento, la sua mancanza di contenuti forti, il suo quieto e passivo laissez faire, venne immediatamente combattuto dai Futuristi e la loro reazione comprese l'uso dell'eccesso, che provò l'esistenza di una sopravvissuta e dinamica classe intellettuale italiana.
Nel periodo in cui l'industria cresceva d'importanza in tutta Europa, i Futuristi sentivano il bisogno di confermare che l'Italia è presente, ha un'industria, ha il potere di prendere parte a questa nuova esperienza, saprà trovare l'essenza superiore del progresso, attraverso i suoi simboli: l'automobile e la sua velocità (vedi art. 4).
Inoltre, i Futuristi confermarono che la letteratura non sarebbe stata sorpassata dal progresso. Avrebbe assorbito il progresso nella sua evoluzione e avrebbe dimostrato che il progresso era quello che era perché l'Uomo lo avrebbe usato per lasciar esplodere sinceramente la sua natura, che è fatta di istinto. L'Uomo reagisce contro la forza potenzialmente soverchiante del progresso, e grida forte la sua centralità. L'Uomo userà la velocità, non il contrario (vedi art. 5 e 6). Un altro punto in comune col fascismo è l'interpretazione della guerra come "igiene" del mondo tramite cui esso viene purificato da ogni male. La poesia, la voce dello spirito, aiuterà l'Uomo nel permettere alla sua anima di essere parte di tutto questo (vedi art. 6 e 7), indicando un nuovo concetto di bellezza che si rifarà all'istinto umano per la lotta.
Il senso della storia non può essere lasciato da parte: questo è un momento speciale, molte cose stanno per cambiare in nuove forme e nuovi contenuti, ma l'Uomo sarà in grado di passare attraverso questi cambiamenti, (vedi art. 8) portando con sé ciò che gli deriva dall'inizio della civilizzazione.
Uno degli articoli più particolari è l'articolo 9, nel quale la guerra viene definita come una specie di bisogno per lo spirito umano, una purificazione che permette e favorisce l'idealismo. Alcuni hanno detto che questa definizione data dai Futuristi avrà in seguito influenzato i movimenti di massa che pochi anni dopo daranno consistenza al totalitarismo, principalmente in Italia, Germania e, in forma differente, in Russia.
La pesante provocazione inclusa nell'articolo 10 è una logica conseguenza di tutto quanto detto sopra.
Si deve notare che questo manifesto apparve molto prima che avvenisse uno qualsiasi dei fatti dirompenti del XX secolo che immediatamente vengono richiamati alla memoria come potenziale significato concreto di questo testo. E molti di essi non potevano neanche essere immaginati. La Rivoluzione Russa è la prima di queste rivoluzioni "descritte" dall'articolo 11, ma che avvenne diversi anni dopo.

## Riferimenti
- Il movimento letterario del Connettivismo ha scritto nel 2004 un proprio manifesto che, nella forma, segue quello del Futurismo.[7]